# Giuseppe Mascara
Giuseppe Mascara (Caltagirone, Provincia de Catania, Italia, 22 de agosto de 1979) es un exfutbolista italiano. Se desempeñaba como delantero.

## Selección nacional
Ha sido internacional con la selección de fútbol de Italia en 1 ocasión. Debutó el 6 de junio de 2009, en un encuentro amistoso ante la selección de Irlanda del Norte que finalizó con marcador de 3-0 a favor de los italianos.

## Clubes
| Club          | País                   | Año         |
| ------------- | ---------------------- | ----------- |
| Ragusa        | Italia                 | 1995 - 1997 |
| Battipagliese | Italia                 | 1997 - 2000 |
| Avellino      | Italia                 | 2000 - 2001 |
| Salernitana   | Italia                 | 2001        |
| Palermo       | Italia                 | 2001 - 2003 |
| Genoa         | Italia                 | 2003        |
| Catania       | Italia                 | 2003 - 2004 |
| Perugia       | Italia                 | 2004 - 2005 |
| Catania       | Italia                 | 2005 - 2011 |
| SSC Napoli    | Italia                 | 2011 - 2012 |
| Novara        | Italia                 | 2012        |
| Al-Nasr       | Emiratos Árabes Unidos | 2012 - 2013 |
| Pescara       | Italia                 | 2013 - 2014 |
| Siracusa      | Italia                 | 2014 - 2015 |
| Scordia       | Italia                 | 2016        |